# Vega Media del Segura
Die Comarca Vega Media del Segura ist eine der zwölf Comarcas in der autonomen Gemeinschaft Murcia.
Die im Nordosten gelegene Comarca umfasst 5 Gemeinden auf einer Fläche von 258,02 km².

## Gemeinden
| Gemeinde                      | Einwohner (2024) | Fläche km² | Dichte Einw./km² | Cod INE | Postleitzahl |
| ----------------------------- | ---------------- | ---------- | ---------------- | ------- | ------------ |
| Alguazas                      | 10.204           | 23,74      | 430              | 30007   | 30560        |
| Ceutí                         | 12.842           | 10,25      | 1.253            | 30018   | 30562        |
| Lorquí                        | 7.770            | 15,75      | 493              | 30025   | 30564        |
| Molina de Segura              | 77.493           | 169,50     | 457              | 30027   | 30500        |
| Las Torres de Cotillas        | 22.406           | 38,78      | 578              | 30038   | 30565        |
| Comarca Vega Media del Segura | 130.715          | 258,02     | 507              | –       | –            |

1. ↑  Instituto Nacional de Estadística Municipal Register of Spain